# Jurij Sjapotjka
Jurij Pavlovitj Sjapotjka (på ukrainsk: Юрій Павлович Шапочка) (født 19. september 1952 i Tjerkasy) er en ukrainsk tidligere roer.

## Rokarriere
Sjapotjka stillede op i dobbeltfirer for Sovjetunionen ved OL 1980 i Moskva sammen med Jevgenij Barbakov, Valerij Klesjnjov og Mykola Dovhan, og de blev nummer fire i indledende runde, hvilket betød, at de skulle i opsamlingsheat. Her vandt de sikkert og kom i finalen, hvor de ikke kunne følge med de østtyske storfavoritter, der dog ikke var helt så overbevisende som forventet. Den sovjetiske båd blev nummer to, mens Bulgarien tog bronzemedaljerne.

## OL-medaljer
- 1980:  Sølv i dobbeltfirer